# Scheeren (Tangerhütte)
Scheeren gehört zur Ortschaft Birkholz und ist ein Ortsteil der Stadt Tangerhütte im Landkreis Stendal in Sachsen-Anhalt.

## Geographie
Scheeren, ein kleines Straßendorf, liegt fünf Kilometer südöstlich von Tangerhütte und 22 Kilometer südlich von Stendal umgeben vom Waldgebiet „Scheerensche Forst“. Im Norden liegt der etwa 49 Meter „hohe“ Linienberg.
Nachbarorte sind Tangerhütte, Birkholz und Sophienhof im Westen, Grieben im Nordosten und Cobbel im Südwesten.

## Geschichte

### Mittelalter bis Neuzeit
Die erste Erwähnung des Dorfes erfolgte im Jahre 1345 als Schorne, als Markgraf Ludwig die Bede im Dorf an Arnold Valenscher (Vollenschier) verlieh. Im Landbuch der Mark Brandenburg von 1375 wird das Dorf ebenfalls als Schorne aufgeführt. Noch 1409 wurde das Dorf als villa Schorne genannt. 1521 ist der Ort eine Wüstung, die 1609 Schörne heißt. 1686 hatten die von Itzenplitz auf der wüsten Feldmark zwei Schäfereien und ein Krughaus anlegen lassen. Im 17. oder 18. Jahrhundert kam es dann zur Anlage eines Vorwerks. Weitere Namensnennungen sind 1687 Schören, 1711 Schören, 1720 Vorwerg Schären und 1804 liegt das Vorwerk Scheeren oder Schären an der Heerstraße von Tangermünde nach Magdeburg, dort ist ein Nebenzollamt von Gardelegen.

### Landwirtschaft
Das Rittergut Scheeren gehörte bis 1945 zum Rittergut Birkholz. Im Jahre 1952 entstand die erste Landwirtschaftliche Produktionsgenossenschaft, eine LPG Typ III.
Bereits 1965 gab es in Scheeren eine Geflügelhaltung im Zwischengenossenschaftlichen Geflügelkombinat „Albrecht Thaer“. In den 1980er Jahren betrieb die „Abteilung Scheeren“
im VEB Kombinat Industrielle Mast (KIM) Möckern neben der Aufzucht von Legehennen und Broilermasthähnchen für einige Jahre eine Reserve-Großelterntierhaltung.

### Wüstungen

#### Schorne
Im Jahre 1909 beschrieb Wilhelm Zahn die Lage der bewaldete Dorfstelle mit dem Kirchenberg als 1,4 Kilometer nordöstlich vom jetzigen Vorwerk Schären oder Scheeren. Die südlich angrenzenden Ackerstücke hießen „die langen und kurzen Dorfstellstücke“. Heute ist die wüste Dorfstelle von Schorne an der alten Heerstraße am Linienberg mit dem Kirchhügel als Bodendenkmal geschützt. Johann Friedrich Danneil meinte im Jahre 1863 hingegen, dass der jetzige Ort nordwestlich des alten Dorfes gelegen habe. Trümmer der alten Kirche waren 1863 vorhanden.

#### Sandberge
Die Lage der Wüstung Sandberge wird etwas vage beschrieben: zwischen Scheeren, Grieben und Jerchel. Sie ist erstmals erwähnt in den Sentenzenbüchern im Jahre 1540 in einem Streit zwischen Tron und den von Itzenplitz zu Jerchel um die Nutzung der Dorfstätte Sandberg mit Höfen und Hufen. 1599 wurde die Nutzung bestätigt im Lehnsbrief für die von Itzenplitz unter anderen über mit der Feldmarken Sandberg und Mellingen. Sandberge ist in den umgebenden Gutsfeldmarken aufgegangen.

### Eingemeindungen
Ursprünglich gehörten Gut und Dorf Scheeren zum Tangermündeschen Kreis der Mark Brandenburg in der Altmark. Von 1807 bis 1813 lagen beide im Kanton Grieben auf dem Territorium des napoleonischen Königreichs Westphalen. Nach weiteren Änderungen kamen Gut und Gemeinde Scheeren zum Kreis Stendal, dem späteren Landkreis Stendal. Am 30. September 1928 wurde der Gutsbezirk Scheeren mit den Landgemeinden Scheeren und Birkholz und mit einem Teil des Gutsbezirks Birkholz zu einer Landgemeinde Birkholz zusammengelegt und als Ortsteil von Birkholz fortgeführt. 
Seit dem 31. Mai 2010 (Eingemeindung von Birkholz nach Tangerhütte) gehört der Ortsteil Scheeren zur Ortschaft Birkholz und zur Einheitsgemeinde Stadt Tangerhütte.

### Einwohnerentwicklung
| Jahr          | 1772 | 1790 | 1798 | 1801 | 1818 | 1840 | 1864 | 1871 | 1885 | 1892 | 1895 | 1900 | 1905 | 1910 |
| Dorf Scheeren | 47   | 58   | 50   | 52   | 50   | 65   | 72   | 82   | 46   | 45   | 40   | 51   | 39   | 59   |
| Gut Scheeren  |      |      |      |      |      |      |      |      | 22   |      | 12   |      | 19   |      |

Quelle, wenn nicht angegeben:
| Jahr | Einwohner |
| ---- | --------- |
| 2013 | 31        |
| 2014 | 30        |
| 2018 | 25        |
| 2019 | 23        |
| 2020 | 25        |

| Jahr | Einwohner |
| ---- | --------- |
| 2021 | [00]22    |
| 2022 | [0]21     |
| 2023 | [0]21     |

## Religion
Die Evangelischen aus Scheeren waren früher in die Pfarrei Grieben im Kreis Stendal eingekircht. Die Kirchengemeinde Grieben wird heute betreut vom Pfarrbereich Lüderitz im Kirchenkreis Stendal im Bischofssprengel Magdeburg der Evangelischen Kirche in Mitteldeutschland.
Die katholischen Christen gehören zur Pfarrei St. Anna in Stendal im Dekanat Stendal im Bistum Magdeburg.

## Kultur und Sehenswürdigkeiten

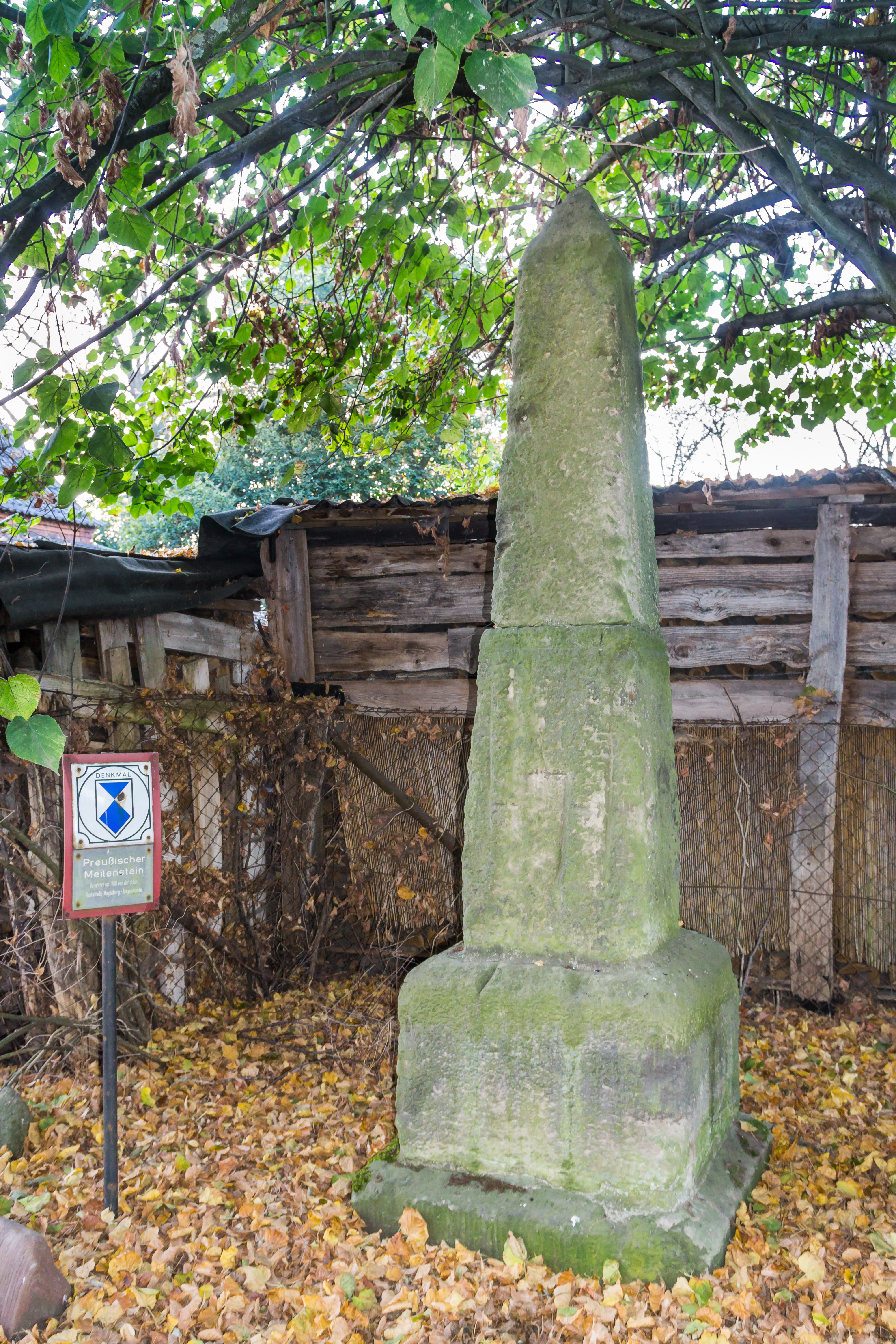
Postäule in Scheeren

- Die denkmalgeschützte Postsäule in Scheeren hat die Form eines mehrfach abgestuften Obelisken. Sie besteht aus vier Sandsteinschichten.[23]

## Wirtschaft und Infrastruktur
- Im Dorf gibt es eine Geflügelmastanlage. Der Hähnchenhof[24] hatte im Jahre 2015 einen Auftritt im Kino-Film Axel der Held.[25]